# Boty

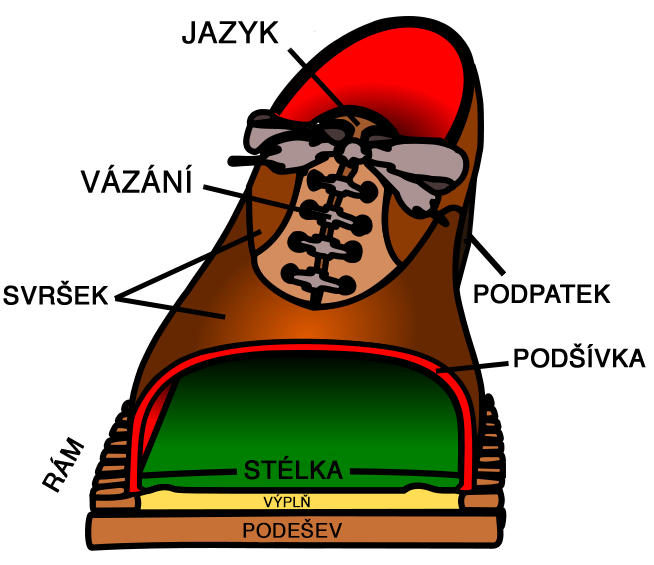
Části boty

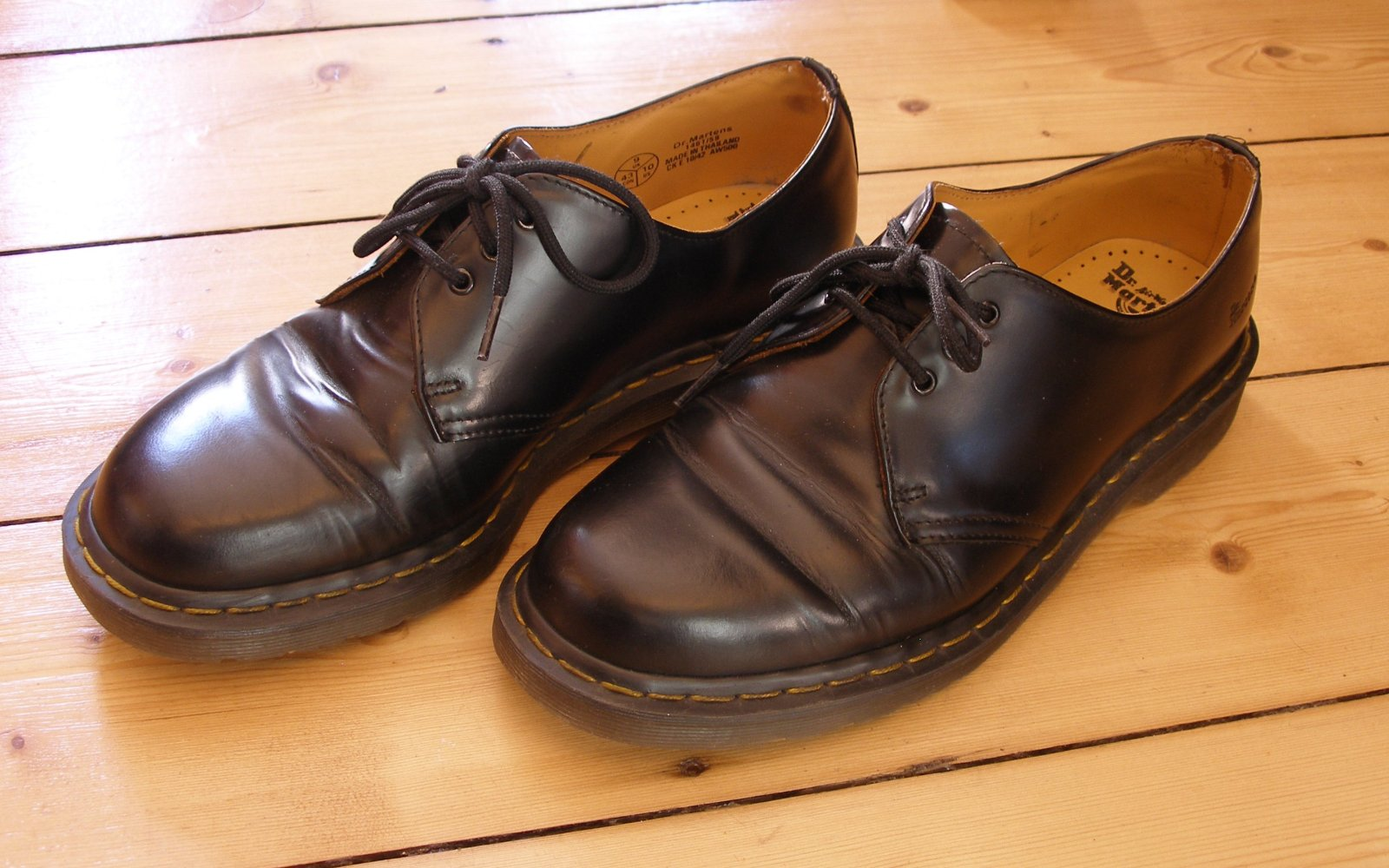
Polobotky

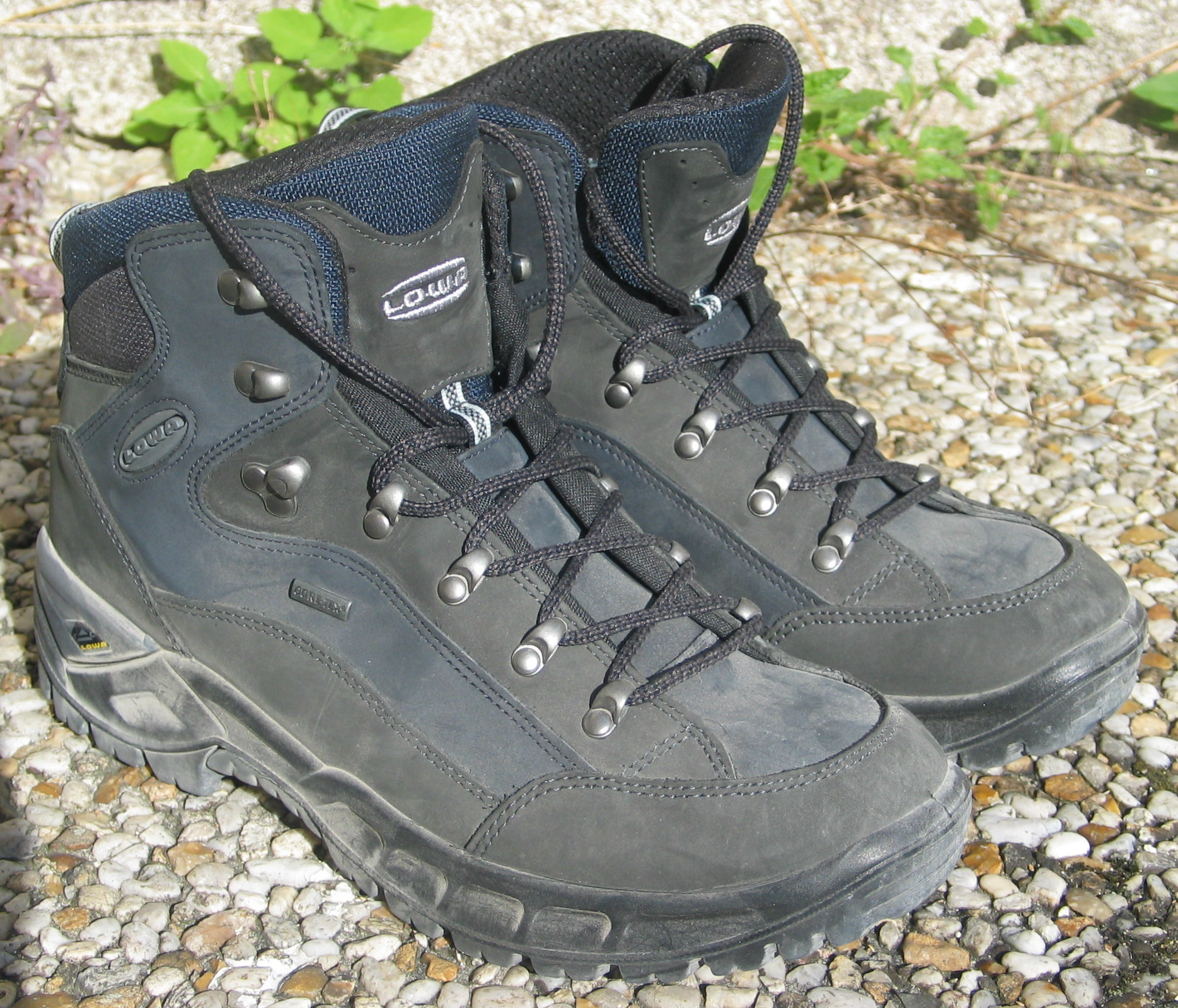
Kotníkové turistické boty

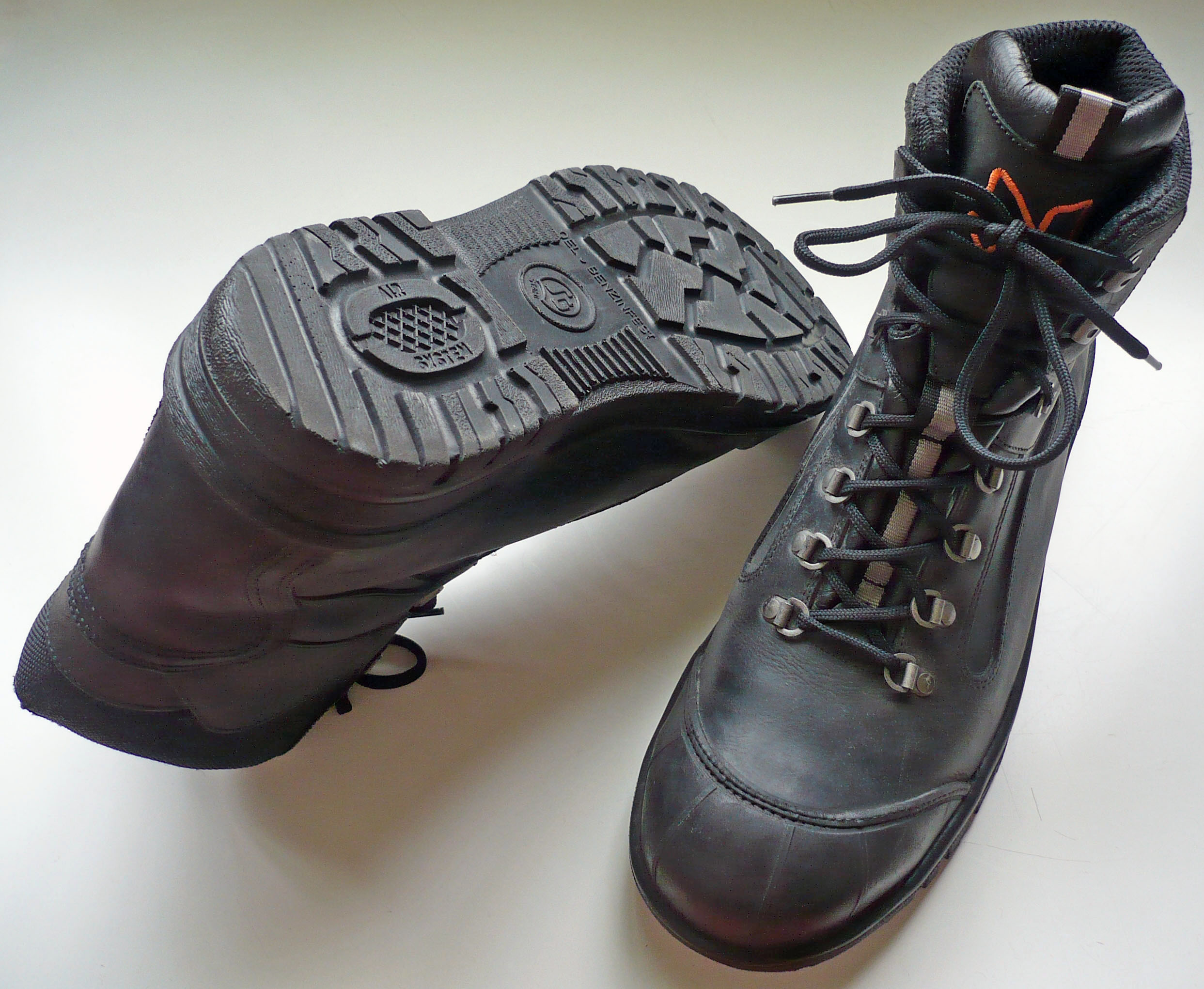
Bezpečnostní boty

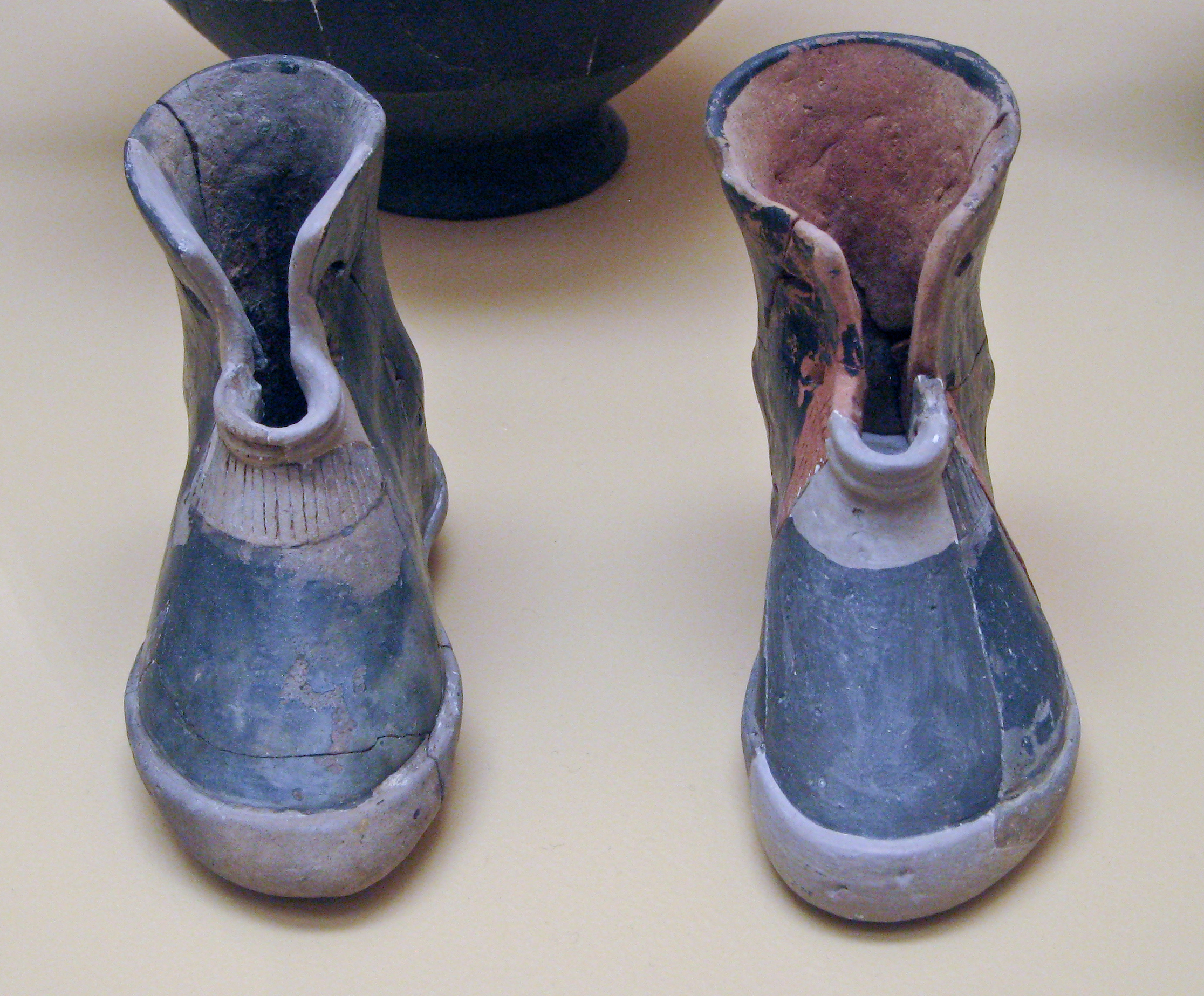
Keramické “boty” z hrobu řecké dámy, asi 900 př. n. l.

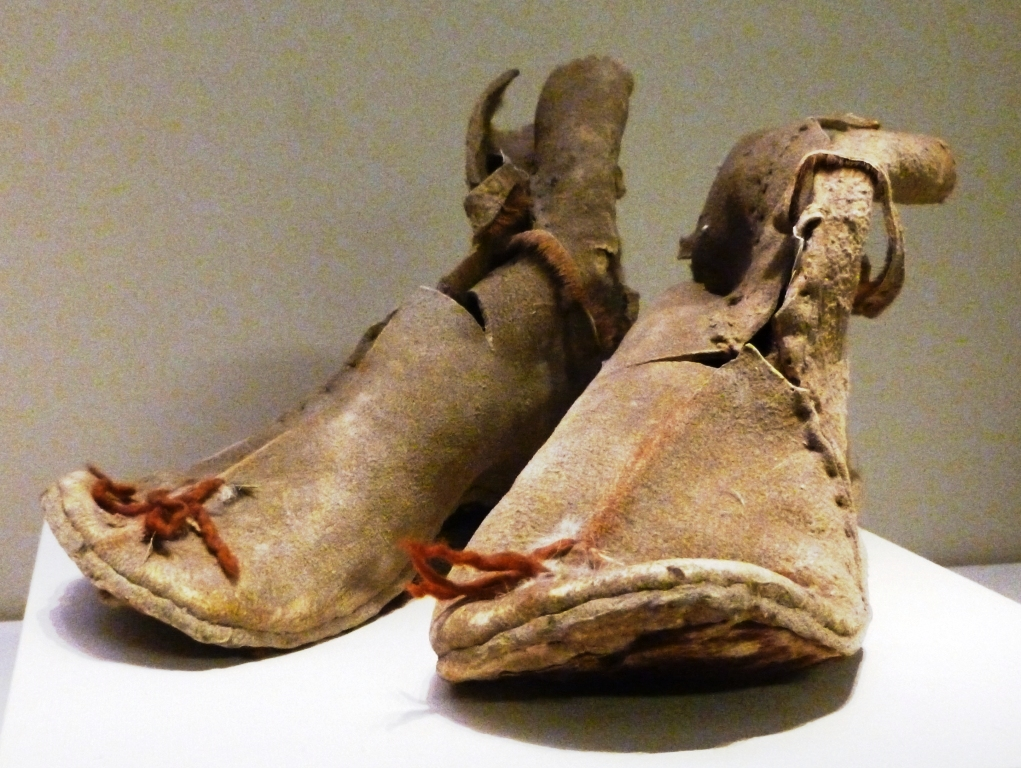
Kožené boty. Dynastie Chan, 2.–1. stol. př. n. l.

Boty (z franc. la botte) jsou pevná, tradičně kožená obuv, obvykle určená k nošení venku. Skládá se z tvarovaného a šitého svršku, z plochého rámu se stélkou, z podešve a podpatku. Na nohu se upevňuje vázáním (šněrováním), případně sponami nebo přezkami. Lehčí městské, vycházkové, případně i domácí boty se nazývají také střevíce.
Existují také boty pro zvířata, např. boty pro koně.

## Rozdělení
Boty se vyrábějí v mnoha různých typech, tvarech, pro různá použití atd., jejich konstrukce je ale podobná. Teprve koncem 19. století začala do výroby bot vstupovat guma (vodotěsné holínky, galoše) a ve 20. století plastické hmoty, které umožnily lisování nejrůznějších tvarů a konstrukci boty radikálně změnily.

### Podle typu
- Nízké polobotky a střevíce, pánské, dámské a dětské, dámské lodičky
- Módní dámské střevíce s vysokým podpatkem
- Kotníkové boty do práce, pro vojáky a některé sporty, textilní důchodky
- Vysoké boty pod kolena, holínky, jezdecké boty („perka“), válenky, kozačky

### Podle určení
- Domácí střevíce
- Ortopedické boty, šité na míru
- Pracovní boty, tuhé a odolné
- Sportovní boty (například lyžařské, bruslařské, fotbalové kopačky, běžecké tretry atd.)
- Taneční boty pánské a dámské, často s vysokým podpatkem
- Turistické a vojenské boty, odolné proti vodě
- Vycházkové boty atd.